# Carl Jonas Almquist
Carl Jonas Almquist, född i Uppsala 28 februari 1804, död 1844, var en svensk teolog och präst. Han var sonson till Eric Jonas Almquist och kusin till Carl Jonas Love Almquist.
Almquist var son till biskopen i Härnösand Erik Abraham Almquist och blev därför landsman av Norrlands nation sedan blivit student vid Uppsala universitet 1821. Filosofie magister vid Uppsala universitet blev han 1827 och docent i arabiska litteraturen 1830. Teologie licentiat 1834 och vigd till präst 1836 blev han universitetsadjunkt (theologiae adjunct) och kyrkoherde i prebendepastoratet Näs sistnämnda år. Redan den 5 oktober samma år kallades han till professor (theologiae professor kalsenianus). Såsom prebende erhöll han nästföljande år kyrkoherdebeställningen vid Helga Trefaldighet. År 1839 blev han utgivare av Ecklesiastik tidskrift, tillsammans med sina kolleger C.E. Fahlcrantz och A.E. Knös.